# David Seidler
David Seidler (ur. 4 sierpnia 1937 w Londynie, zm. 16 marca 2024 w Nowej Zelandii) – brytyjski dramaturg, scenarzysta filmowy i telewizyjny.
Najbardziej znany był ze scenariusza do wersji scenicznej i ekranowej opowiadania Jak zostać królem (The King’s Speech). Film przyniósł mu Oscara i nagrodę BAFTA za najlepszy scenariusz oryginalny.
Chcąc pisać o Jerzym VI, Seidler rozpoczął badania w latach siedemdziesiątych. Po odnalezieniu syna Lionela Logue, Valentine’a Logue, neurochirurga, napisał do niego w 1981 roku. Logue z kolei bardzo chciał porozmawiać z Seidlerem, a nawet udostępnić notatki, które jego ojciec prowadził podczas leczenia króla, pod warunkiem jednak, że najpierw otrzymał „pisemne pozwolenie od Królowej Matki”. Pisząc do niej, Seidler otrzymała odpowiedź od jej prywatnego sekretarza, w którym prosiła go, aby nie kontynuował tego projektu za jej życia. W rezultacie Seidler porzucił projekt w 1982 roku.
Królowa Matka zmarła w 2002 roku, a Seidler rozpoczął pracę nad scenariuszem w 2005 roku, kiedy zachorował na raka gardła. Napisał pierwszą wersję scenariusza, a jego ówczesna żona i współpracowniczka zasugerowała, aby przepisał go jako sztukę teatralną. Czuła, że „fizyczne ograniczenia sceny zmuszą go do skupienia się na kluczowych relacjach w historii, bez rozpraszania uwagi spowodowanego dbałością o technikę filmową”. W 2011 roku Seidler zdobył nagrodę BAFTA za najlepszy scenariusz oraz później Oscara za najlepszy scenariusz do filmu Jak zostać królem.
Zmarł w Nowej Zelandii w wieku 86 lat.